# 本郷地域自治区
本郷地域自治区（ほんごうちいきじちく）は、宮崎県宮崎市にある地域自治区である。

## 地理
旧赤江町のうち南半分にあたる地域である。2016年（平成28年）に赤江地域自治区から分離し、新設された。

### 町域
- 大字田吉の一部
- 大字赤江の一部
- 大字本郷北方の一部
- 大字本郷南方の一部
- 希望ケ丘1丁目～4丁目
- 本郷1丁目～3丁目
- 大字郡司分
- 東宮1丁目～2丁目
- まなび野1丁目～3丁目

## 歴史
- 2006年（平成18年）1月1日 - 旧・赤江町が赤江地域自治区となる。
- 2016年（平成28年）- 赤江地域自治区から本郷地域自治区が分離。

## 地域

### 教育
- 宮崎市立国富小学校
- 宮崎市立本郷小学校
- 宮崎市立本郷中学校
- 宮崎第一中学校・高等学校
- 宮崎県立看護大学
- 宮崎県消防学校

### 文化施設
- 本郷公民館
- 本郷児童館

## 交通

### 鉄道
日南線
- 南方駅

### 道路
- 国道220号